# Jalcatapaculo
De jalcatapaculo (Scytalopus frankeae) is een zangvogel uit de familie Rhinocryptidae (tapaculo's). De soort is in 2020 door Kenneth V. Rosenberg  beschreven.

## Verspreiding en leefgebied
Deze soort komt voor op de oosthellingen van de Andes in Midden-Peru op hoogten tussen de 3400 en 4200 meter boven zeeniveau.